# میشل انفره
میشل اُنفره (زاده ۱ ژانویه ۱۹۵۹ در ارژانتان) فیلسوف معاصر فرانسوی است، که معتقد به بی‌خدایی، لذت‌گرایی و آنارشیسم است. او نویسنده پرکاری در زمینه فلسفه‌است و بیش از ۵۰ کتاب فلسفی نوشته‌است. فلسفه او عمدتاً تحت تأثیر متفکرانی چون نیچه، اپیکور، مکاتب کلبیون و سیرانیک، ژولین اوفره دو لا متری آنارشیسم فردگرا است. او بنیادگزار دانشگاه همگانی کان است. 